# 輔祭
輔祭（ほさい、ギリシア語: Διάκονος、ロシア語: Диакон、英語: Deacon）は正教会における神品（聖職者）の職分のひとつ。主教・司祭の許（もと）で、主教・司祭を奉神礼において補佐する。日本正教会の訳語。男性の正教徒が主教による神品機密によって叙聖されることにより、輔祭職に就く。
他教会との比較では、カトリック教会の助祭、聖公会の執事に相当する。なお、正教会における「執事」は、他教派では一般の信徒が務める「教会役員」等に相当する。 
輔祭の中に細分化された位階として、首輔祭・長輔祭がある。稀に「補祭」との表記が見られるがこれは誤りである。

## 名称・呼称
ギリシア語のディアコノス（διάκονος、奉仕者の意）を語源とする。この語は日本正教会訳聖書ではディアコンとルビを振った上で役事と訳される事もあるが、現在の教会制度のなかで役事の語がこの職を指して使われることはない。書き言葉での敬称としては「師」が用いられる事が多い（正教時報など）。話し言葉での敬称は「輔祭さま」「輔祭さん」が用いられる。

## 修道輔祭と在俗輔祭
修道士が輔祭となる場合は修道輔祭、それ以外の場合は在俗輔祭である。ただし在俗輔祭という語彙は普段は使われず、日常的には単に輔祭と呼称・記述される。
在俗輔祭は司祭と異なり、教会に専従する者ばかりではなく自らの生業を持った上で無給与で奉職する者も多い。これを「自給輔祭」と呼ぶ。日本ハリストス正教会では、2008年現在、在俗輔祭の殆どが自給輔祭である。

## 結婚・妻帯の可否
修道輔祭は修道士が輔祭となっているものであり、従って妻帯していない。
在俗輔祭には妻帯が許されるが、神品機密を受けた後（輔祭に叙聖された後）の妻帯は許されない。したがって妻帯を希望する場合には叙聖前に婚配機密（結婚）に与らなければならない。離婚すると輔祭職を解かれる。また死別であっても再婚することはできない。ただし現在は、結婚相手が再婚者であることは問題とならない。
修道輔祭でないが独身のままで叙聖される在俗輔祭も存在する。

## 奉神礼における役割

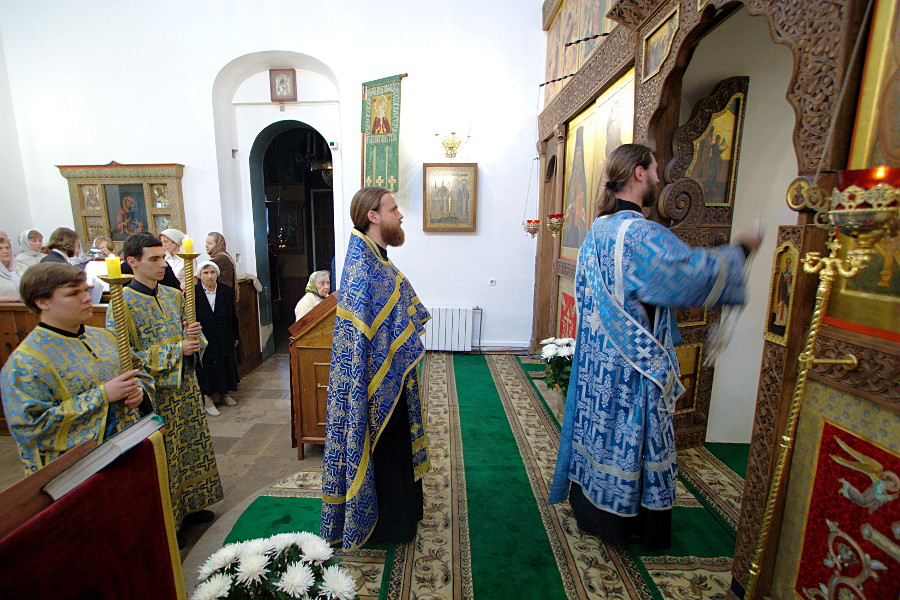
晩課の聖入。イコノスタシスの王門前に立っている人物（一番右）が輔祭。

司祭と異なり聖体機密（聖体礼儀）などの機密を執行することができない。輔祭は在俗輔祭と修道輔祭に分けられ、功績、主教の祝福により長輔祭 (protodeacon) 、首輔祭 (archdeacon) に昇叙される。
聖体礼儀などの奉神礼に立つときはステハリ（カトリックのアルバや聖公会のアルブに相当）を着て、左肩からオラリ（カトリックのストラ、聖公会のストールに当たる）を垂らす。
奉神礼における輔祭の役割には、以下のことがらが含まれる。
- 開始を告げる: 「（司祭に対し）君や、祝讃せよ」
- 各種の連祷において、教衆を先導し、祝文を誦する。
- 使徒経を朗誦する: 一般信徒や誦経者が務める事も出来るが、本来は輔祭の職掌とされる。ただし、輔祭はどこの国の正教会でも慢性的に不足しており、実際には使徒経は一般信徒や誦経者が朗誦する事の方が圧倒的に多い。
- 福音経を奉読（ほうどく）する。
- 炉儀を行う。

他方、副輔祭という教役もあるが、これは神品機密の対象ではなく、主教の祝福によって就くものである。東ローマ帝国の皇帝は副輔祭としての祝福を得ていた。主教祈祷の輔佐を主に行う他、誦経者や堂役と同様の役割を担う。

## 女性輔祭・女輔祭

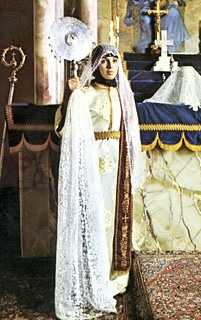
19世紀アルメニア教会の女性輔祭

初期教会の時代から主教・司祭は男性の職分であり、初期教会のものとされる「聖使徒規則」では女性が就くことを禁じている。
ただし近現代に入り、女性輔祭がかつて存在し、大きな役割を与えられていたことについての研究もなされている。ロシア正教会では1917年のロシア革命直前期において行われていたロシア正教会公会準備期間中に、女性輔祭制度復活については真剣に討議されていた。しかしながらロシア革命とその後の共産主義政権による弾圧によって、この公会準備期間において討議されていたいくつかの改革案とともにこれは頓挫した。
一方で、東方正教会の一部にはギリシアを中心に古代から「女輔祭」という職分を任じる伝統があるが、これは副輔祭と同様の役割を荷うものであり、輔祭とは基本的に役割と地位を異にする。